# Courbiac
Courbiac est une commune du Sud-Ouest de la France, située dans le département de Lot-et-Garonne (région Nouvelle-Aquitaine).

## Géographie

### Localisation
Commune située dans le Quercy blanc et traversée par le Boudouyssou et la Vergnote, son affluent. Elle est limitrophe des départements du Lot et de Tarn-et-Garonne.

### Communes limitrophes
Les communes limitrophes sont  Masquières, Montaigu-de-Quercy, Porte-du-Quercy et Tournon-d'Agenais.
|                   | Masquières                           |            |
| Tournon-d'Agenais | Courbiac                             | Saux (Lot) |
|                   | Montaigu-de-Quercy (Tarn-et-Garonne) |            |

### Climat
Pour des articles plus généraux, voir Climat de la Nouvelle-Aquitaine et Climat de Lot-et-Garonne.
Historiquement, la commune est exposée à un climat océanique aquitain.  
En 2020, Météo-France publie une typologie des climats de la France métropolitaine dans laquelle la commune est exposée à un climat océanique altéré et est dans la région climatique Aquitaine, Gascogne, caractérisée par une pluviométrie abondante au printemps, modérée en automne, un faible ensoleillement au printemps, un été chaud (19,5 °C), des vents faibles, des brouillards fréquents en automne et en hiver et des orages fréquents en été (15 à 20 jours).
Pour la période 1971-2000, la température annuelle moyenne est de 13 °C, avec une amplitude thermique annuelle de 15,5 °C. Le cumul annuel moyen de précipitations est de 857 mm, avec 11,7 jours de précipitations en janvier et 6,3 jours en juillet. Pour la période 1991-2020, la température moyenne annuelle observée sur la station météorologique la plus proche, située sur la commune de Montcuq-en-Quercy-Blanc à 14 km à vol d'oiseau, est de 13,4 °C et le cumul annuel moyen de précipitations est de 830,2 mm,. Pour l'avenir, les paramètres climatiques de la commune estimés pour 2050 selon différents scénarios d’émission de gaz à effet de serre sont consultables sur un site dédié publié par Météo-France en novembre 2022.

## Urbanisme

### Typologie
Au 1er janvier 2024, Courbiac est catégorisée commune rurale à habitat très dispersé, selon la nouvelle grille communale de densité à sept niveaux définie par l'Insee en 2022.
Elle est située hors unité urbaine et hors attraction des villes,.

### Occupation des sols

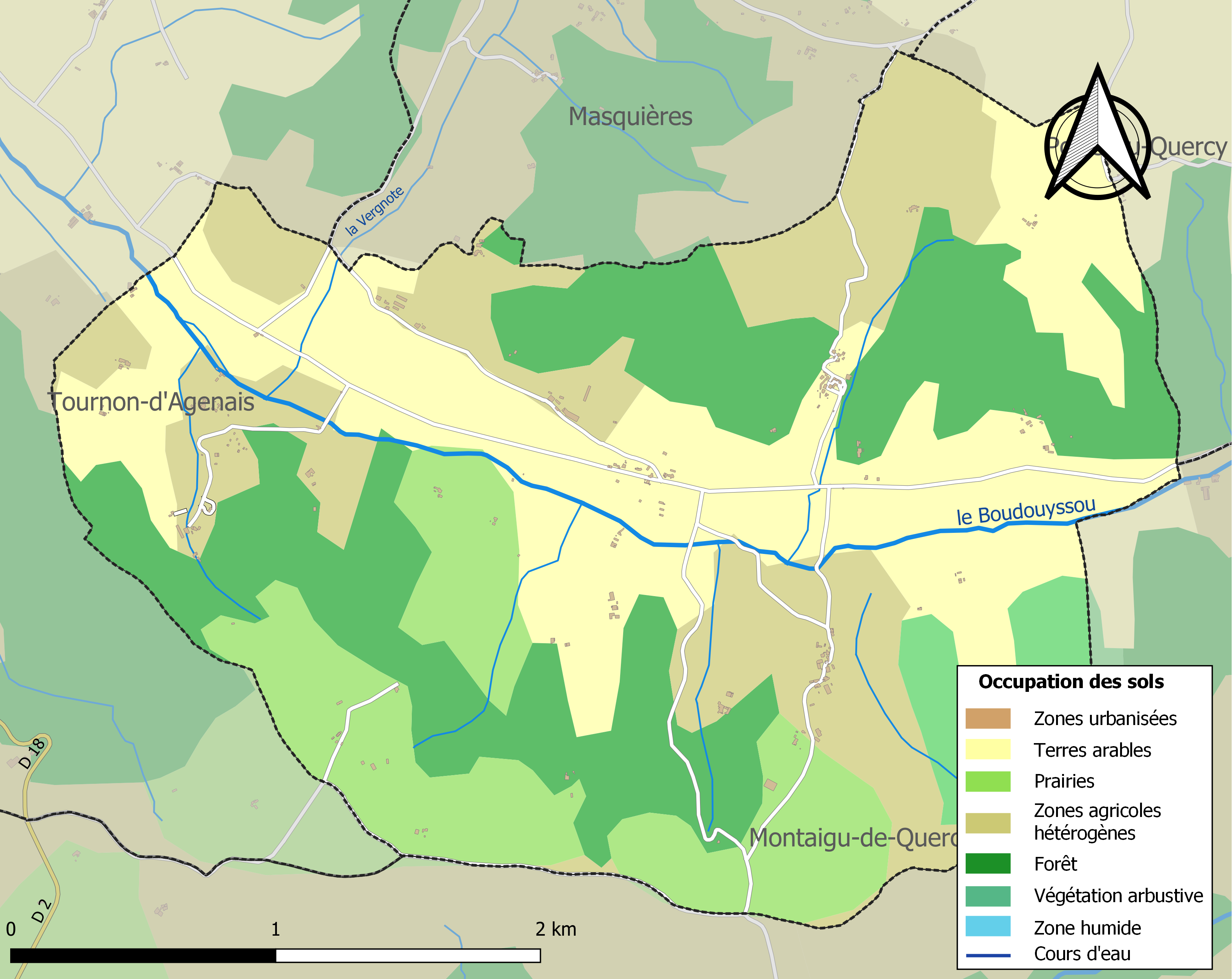
Carte des infrastructures et de l'occupation des sols de la commune en 2018 (CLC).

L'occupation des sols de la commune, telle qu'elle ressort de la base de données européenne d’occupation biophysique des sols Corine Land Cover (CLC), est marquée par l'importance des territoires agricoles (69 % en 2018), une proportion identique à celle de 1990 (69 %). La répartition détaillée en 2018 est la suivante : 
terres arables (31,1 %), forêts (26,4 %), zones agricoles hétérogènes (23 %), prairies (14,9 %), milieux à végétation arbustive et/ou herbacée (4,6 %). L'évolution de l’occupation des sols de la commune et de ses infrastructures peut être observée sur les différentes représentations cartographiques du territoire : la carte de Cassini (XVIIIe siècle), la carte d'état-major (1820-1866) et les cartes ou photos aériennes de l'IGN pour la période actuelle (1950 à aujourd'hui).

### Risques majeurs
Le territoire de la commune de Courbiac est vulnérable à différents aléas naturels : météorologiques (tempête, orage, neige, grand froid, canicule ou sécheresse), inondations, mouvements de terrains et séisme (sismicité très faible). Un site publié par le BRGM permet d'évaluer simplement et rapidement les risques d'un bien localisé soit par son adresse soit par le numéro de sa parcelle.
Certaines parties du territoire communal sont susceptibles d’être affectées par le risque d’inondation par une crue à  débordement lent de cours d'eau, notamment le Boudouyssou. La commune a été reconnue en état de catastrophe naturelle au titre des dommages causés par les inondations et coulées de boue survenues en 1982, 1996, 1999, 2007 et 2009,.
Les mouvements de terrains susceptibles de se produire sur la commune sont des glissements de terrain et des tassements différentiels.

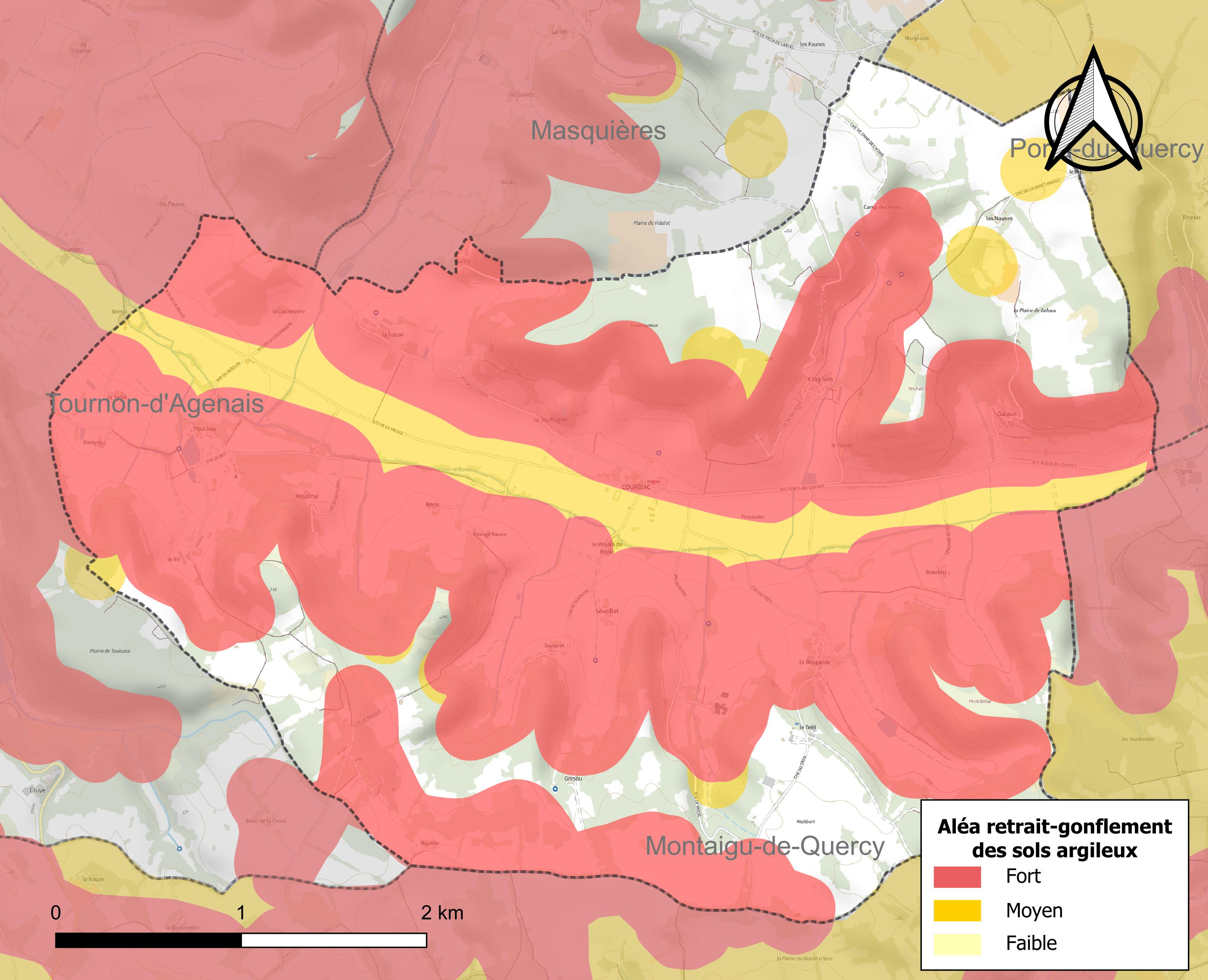
Carte des zones d'aléa retrait-gonflement des sols argileux de Courbiac.

Le retrait-gonflement des sols argileux est susceptible d'engendrer des dommages importants aux bâtiments en cas d’alternance de périodes de sécheresse et de pluie. 76,8 % de la superficie communale est en aléa moyen ou fort (91,8 % au niveau départemental et 48,5 % au niveau national). Depuis le 1er octobre 2020, en application de la loi ELAN, différentes contraintes s'imposent aux vendeurs, maîtres d'ouvrages ou constructeurs de biens situés dans une zone classée en aléa moyen ou fort,.
Concernant les mouvements de terrains, la commune a été reconnue en état de catastrophe naturelle au titre des dommages causés par la sécheresse en 2003 et par des mouvements de terrain en 1999.

## Politique et administration
| Période                                  | Période  | Identité      | Étiquette | Qualité             |
| ---------------------------------------- | -------- | ------------- | --------- | ------------------- |
| mars 1989                                | En cours | José Le Corre |           | Exploitant agricole |
| Les données manquantes sont à compléter. |          |               |           |                     |

## Démographie
L'évolution du nombre d'habitants est connue à travers les recensements de la population effectués dans la commune depuis 1876. Pour les communes de moins de 10 000 habitants, une enquête de recensement portant sur toute la population est réalisée tous les cinq ans, les populations de référence des années intermédiaires étant quant à elles estimées par interpolation ou extrapolation. Pour la commune, le premier recensement exhaustif entrant dans le cadre du nouveau dispositif a été réalisé en 2008.

En 2022, la commune comptait 108 habitants, en évolution de −9,24 % par rapport à 2016 (Lot-et-Garonne : −0,18 %, France hors Mayotte : +2,11 %).
| 1876 | 1881 | 1886 | 1891 | 1896 | 1901 | 1906 | 1911 | 1921 |
| ---- | ---- | ---- | ---- | ---- | ---- | ---- | ---- | ---- |
| 329  | 327  | 306  | 289  | 261  | 234  | 229  | 233  | 197  |

| 1926 | 1931 | 1936 | 1946 | 1954 | 1962 | 1968 | 1975 | 1982 |
| ---- | ---- | ---- | ---- | ---- | ---- | ---- | ---- | ---- |
| 190  | 194  | 184  | 174  | 172  | 150  | 143  | 117  | 122  |

| 1990 | 1999 | 2006 | 2008 | 2013 | 2018 | 2022 | - | - |
| ---- | ---- | ---- | ---- | ---- | ---- | ---- | - | - |
| 114  | 112  | 110  | 111  | 122  | 109  | 108  | - | - |

## Économie
Viticulture fait partie l'aire de production du vin de pays de Thézac-Perricard.

## Lieux et monuments
- Château de Rodié : château quercynois du XIVe siècle (gîtes et chambres d'hôtes).
- Allée funéraire de Saltrès
- Église Saint-Vincent de Courbiac. Elle est inscrite à l'Inventaire général du patrimoine culturel[24].

### Patrimoine naturel
Situé au sein des causses de Tournon, en bordure de la vallée du Boudouyssou, le domaine de Rodié est un site naturel remarquable géré par le conservatoire d'espaces naturels d'Aquitaine depuis 2000, en partenariat avec ses propriétaires. Hormis le grand intérêt historique et culturel représenté par le château, ce site réunit les traits caractéristiques de ce territoire avec ses coteaux boisés et ses plateaux arides. Il abrite une riche mosaïque de milieux naturels où s'épanouissent de nombreuses espèces végétales et animales. Son climat quasi méditerranéen (vent d'Autan) permet le développement d'espèces caractéristiques (Érable de Montpellier, Immortelle ou Leuzée conifère).

## Personnalités liées à la commune
- Clément Frison-Roche (1991-2019), en parenté éloignée[26] avec l'écrivain Roger Frison-Roche, capitaine, saint-cyrien (promotion des Lieutenants Thomazo), mort en service au Mali, y est inhumé. Il est promu chef de bataillon à titre posthume, et chevalier de la Légion d'honneur, le 2 décembre 2019. Son nom figure sur le monument aux morts pour la France en opérations extérieures.